# Catálogos de estrellas babilonios

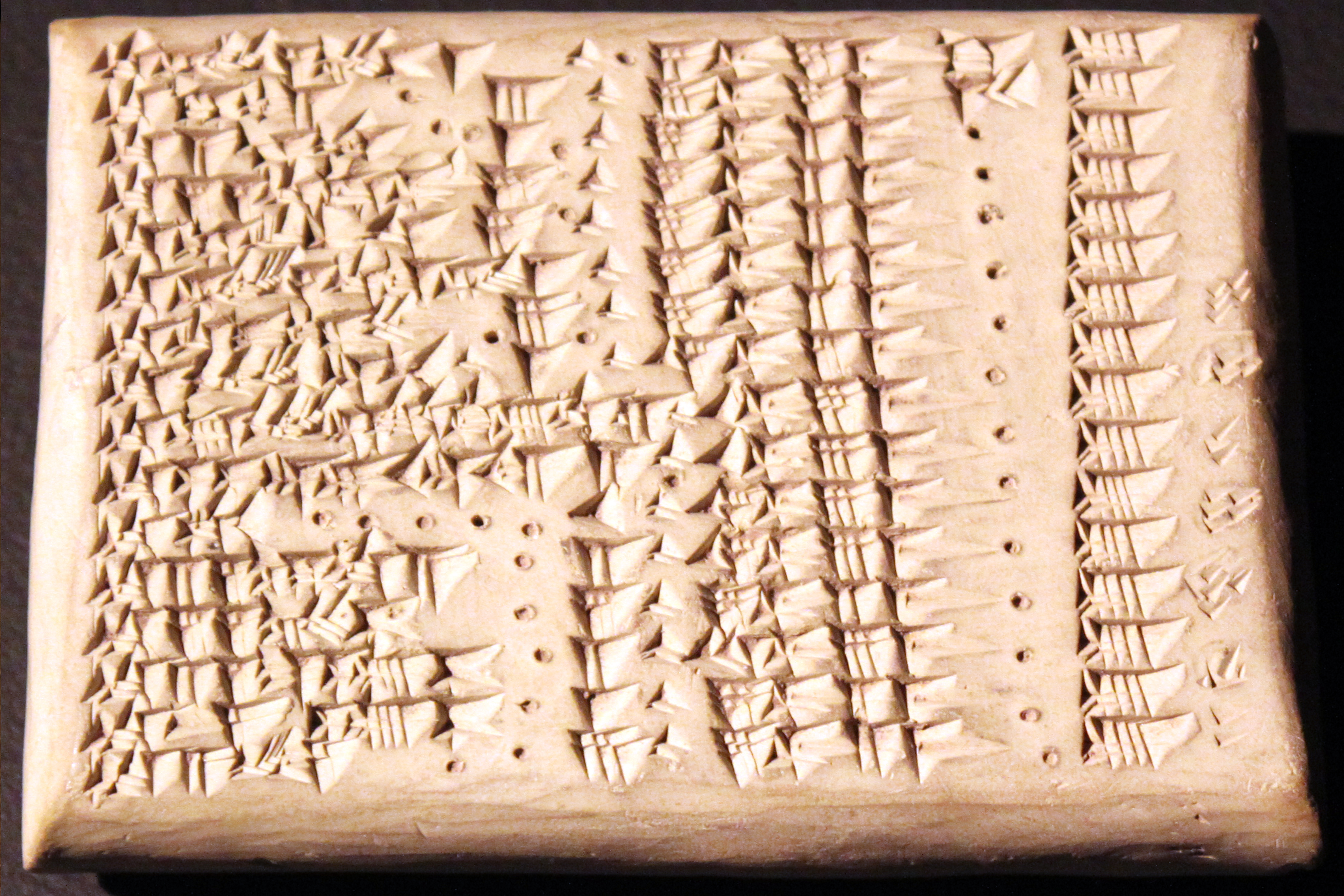
Lista de estrellas con información de distancia, Uruk (Iraq), 320-150 a. C., la lista proporciona cada constelación, el número de estrellas y la información de distancia a la siguiente constelación en varas

Los catálogos de estrellas babilonios  son un conjunto de observaciones y predicciones recopiladas por los astrónomos del imperio babilónico durante y después de la época de los casitas. Estos catálogos de estrellas, escritos en secuencias de caracteres cuneiformes, contenían listas de constelaciones, estrellas individuales y planetas. La información sobre las constelaciones posiblemente se recopilaron a partir de varias otras fuentes. El primer catálogo, denominado Tres estrellas cada una, menciona estrellas vinculadas a las tradiciones del imperio acadio, de los amorreos, del imperio elamita y de otras regiones.
Varias fuentes sugieren la teoría del origen sumerio de estas constelaciones de Babilonia, pero también se ha propuesto que su origen pueda ser elamita. Así mismo, se ha señalado su conexión con la simbología estelar que aparece en los kudurrus (unos hitos de piedra del periodo casita con inscripciones grabadas) aunque sigue sin estar claro si estos símbolos realmente representan constelaciones e información astronómica, ni el uso que se les daba.
Los catálogos de estrellas después del denominado Tres estrellas cada una incluyen la lista MUL.APIN, que lleva el nombre de la primera constelación babilónica MULAPIN, «El Arado», que es la constelación actual de Triangulum más Alamak. Enumera, entre otras, 17 o 18 constelaciones del zodiaco. Catálogos posteriores reducen el conjunto zodiacal de constelaciones a 12, que fueron tomadas prestadas por los egipcios y los griegos, y que aún sobreviven entre las constelaciones modernas.

## Tres estrellas cada una
Los primeros compendios formales de las listas de estrellas son los textos de Tres estrellas cada una que aparecen desde aproximadamente el siglo XII a. C. Representan una división tripartita de los cielos: el hemisferio norte pertenecía a Enlil, el ecuador pertenecía a Anu y el hemisferio sur pertenecía a Enki. Los límites estaban a 17 grados Norte y Sur, de modo que el Sol pasaba exactamente tres meses consecutivos en cada tercio. La enumeración de estrellas en los catálogos de Tres estrellas cada una incluye 36 estrellas, tres por mes. El glifo determinante para «constelación» o «estrella» en estas listas es MUL (
𒀯
), originalmente un pictograma de tres estrellas, como si fuera un triplete de signos AN. Así, por ejemplo, las Pléyades se denominan «grupo de estrellas» o «estrellas de estrellas» en las listas, escritas como MUL.MUL o MULMUL (
𒀯𒀯
).

## MUL.APIN

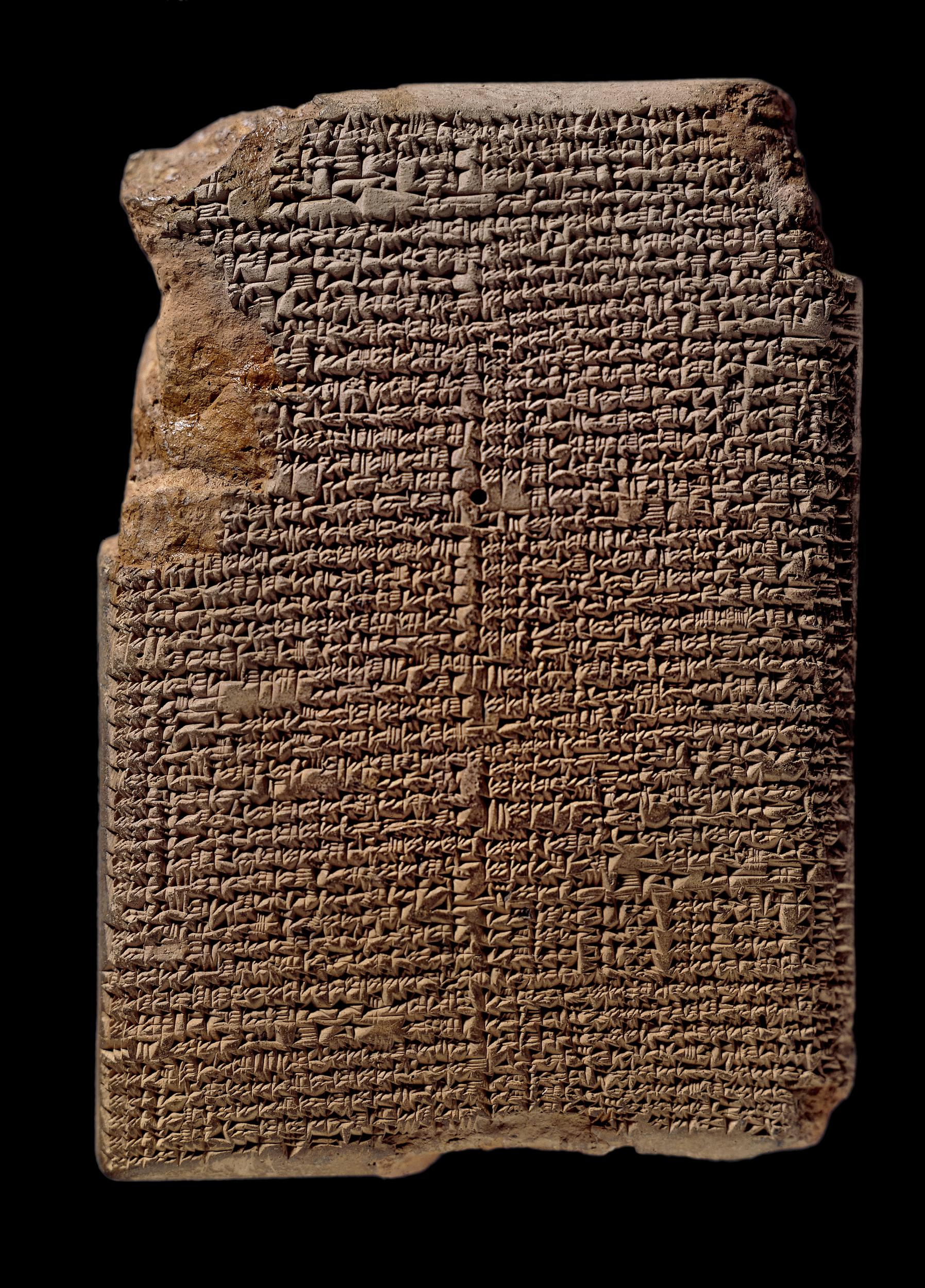
MUL.APIN, compendio babilónico que trata muchos aspectos diversos de la astronomía y la astrología babilónicas

El segundo compendio formal de estrellas en la astronomía babilónica es el MUL.APIN, un par de tabletas llamadas así por su "incipit", correspondiente a la primera constelación del año, MULAPIN "El Arado", identificada con Triangulum más Alamak. La lista es un descendiente directo de la relación contenida en el texto de Tres estrellas cada una, modificada alrededor del año 1000 a. C. sobre la base de observaciones más precisas. Incluye más constelaciones, incluidas la mayoría de las circumpolares, y algunas más de las zodiacales.
Los catálogos de estrellas de Babilonia serían asimilados por la astronomía griega en el siglo IV a. C., a través de astrónomos como Eudoxo de Cnido. Algunas de las constelaciones en uso en la astronomía moderna se pueden rastrear hasta las fuentes babilónicas a través de la astronomía griega. Entre las constelaciones más antiguas se encuentran las que marcaron los cuatro puntos cardinales del año en la Edad del Bronce, es decir:
- Tauro "El Toro", de (𒀯𒄞𒀭𒈾) MULGU4.AN.NA "El Buey Celeste", marcando el equinoccio vernal
- Leo "El León", de (𒀯𒌨) MULUR.GU.LA "El León", marcando el solsticio de verano
- Escorpio "El Escorpión", de (𒀯𒄈𒋰) MULGIR.TAB "El Escorpión", marcando el equinoccio de otoño
- Capricornio "Cabra con cuernos", de (𒀯𒋦𒈧𒄩) MULSUḪUR.MAŠ "La Cabra Marina", marcando el solsticio de invierno. Es una figura mitológica híbrida representada en los hitos de piedra desde antes del año  2000 a. C. como un símbolo del dios Enki.

Hay otros nombres de constelaciones que pueden rastrearse hasta los orígenes de la Edad de Bronce, incluyendo Géminis "Los Gemelos", de (𒀯𒈦𒋰𒁀𒃲𒃲) MULMAŠ.TAB.BA.GAL.GAL "Los Grandes Gemelos", Cáncer "El Cangrejo", de (𒀯𒀠𒇻) MULAL.LUL "El Cangrejo de Río", entre otros.
El MUL.APIN incluye:
- Un catálogo de 71 estrellas y constelaciones de las "Tres formas" de la tradición del compendio de "Tres estrellas cada una". Los nombres de las estrellas (con el prefijo MUL 𒀯) se enumeran con la deidad asociada (prefijo Dingir 𒀭) y, a menudo, con algún otro breve epíteto
- Fechas de los ortos helíacos
- Pares de constelaciones que se elevan y desaparecen simultáneamente
- Intervalos de tiempo entre fechas de ascensiones heliacales
- Pares de constelaciones que coinciden simultáneamente en el cenit y en el horizonte
- Recorridos de la Luna y de los planetas
- Un calendario solar
- Los planetas y la duración de sus conjunciones solares
- Ascensiones estelares y posiciones planetarias para predecir el clima y para ajustar el calendario
- Determinación de la hora por la longitud de la sombra de un gnomon
- Duración de las observaciones nocturnas a lo largo del año
- Presagios relacionados con la aparición de estrellas, planetas, MUL.U.RI.RI (¿cometas?) y vientos.

## Constelaciones zodiacales
El recorrido de la Luna, tal como se indica en el MUL.APIN, consiste en 17 o 18 estaciones, reconocibles como las predecesoras directas del zodiaco de 12 signos. El inicio de la lista con MUL.MUL, las Pléyades, corresponde a la situación al comienzo de la Edad del Bronce media, cuando el Sol en el equinoccio vernal estaba cerca de las Pléyades en Tauro (más cercano en el siglo 23 a. C.), cuando todavía no había alcanzado su posición actual en Aries.
|     | Sumerio                                         | Acadio                       | Traslación                                                   | Equivalente occidental     |
| --- | ----------------------------------------------- | ---------------------------- | ------------------------------------------------------------ | -------------------------- |
| 1.  | MULMUL - 𒀯𒀯                                     | zappu                        | "El Cúmulo de Estrellas (Estrella de Estrellas)" o "La Crin" | Las Pléyades               |
| 2.  | MULGU4.AN.NA - 𒀯𒄞𒀭𒈾                             | alû/is lê                    | "El Toro Celeste"                                            | Tauro y las Híades         |
| 3.  | MULSIPA.ZI.AN.NA - 𒀯𒉺𒇻𒍣𒀭𒈾                       | šitaddaru or šidallu         | "El Fiel Pastor Celeste"                                     | Orión                      |
| 4.  | MULŠU.GI - 𒀯𒋗𒄀                                  | šību                         | "El Viejo"                                                   | Perseo                     |
| 5.  | MULZUBI or MULGAM3 - 𒀯𒉽𒈿                        | gamlu                        | "La Cimitarra" o "El Gancho"                                 | Aúriga                     |
| 6.  | MULMAŠ.TAB.BA(.GAL.GAL) - 𒀯𒈦𒋰𒁀(𒃲𒃲)              | māšu or tū'āmū rabûtu        | "Los (Grandes) Gemelos"                                      | Géminis                    |
| 7.  | MULAL.LUL - 𒀯𒀠𒈜                                 | alluttu                      | "El Cangrejo de Río"                                         | Cáncer                     |
| 8.  | 1. MULUR.GU.LA - 𒀯𒌨𒄖𒆷 2. MULUR.MAḪ - 𒀯𒌨𒈤        | urgulû or nēšu               | "The Lion"                                                   | Leo                        |
| 9.  | MULABSIN3 - 𒀯𒀳                                  | absinnu or šer'u             | "The Seed-Furrow"                                            | Virgo                      |
| 10. | 1. MULZI.BA.AN.NA - 𒀯𒍣𒁀𒀭𒈾 2. MULGIŠ.ERIN2 - 𒀯𒄑𒂟 | zibānītu                     | "La Balanza"                                                 | Libra                      |
| 11. | MULGIR2.TAB - 𒀯𒄈𒋰                               | zuqaqīpu                     | "El Cortador"                                                | Escorpio                   |
| 12. | MULPA.BIL2.SAG - 𒀯𒉺𒉋𒊕                           | pabilsaĝ                     | "El Dios Pabilsaĝ" o "El Vigilante"                          | Sagitario                  |
| 13. | MULSUḪUR.MAŠ2(.KU6) - 𒀯𒋦𒈧(𒄩)                    | suḫurmāšu                    | "La Cabra-Marina"                                            | Capricornio                |
| 14. | MULGU.LA - 𒀯𒄖𒆷                                  | ṣinundu, ku-ur-ku or rammanu | "El Grandioso"                                               | Acuario                    |
| 15. | 1. MULKUN.MEŠ - 𒀯𒆲𒎌 2. MULZIB.ME - 𒀯𒍦𒈨          | zibbātu or zibbāt sinūnūtu   | "Las Colas"                                                  | Piscis                     |
| 16. | MULŠIM2.MAḪ - 𒀯𒋆𒈤                               | šinūnūtu                     | "La Gran Golondrina"                                         | Piscis SUROESTE y Enif     |
| 17. | 1. MULA.NU.NI.TUM - 𒀯𒀀𒉡𒉌𒌈 2. MULLU.LIM - 𒀯𒇻𒅆    | anunītu o lulīmu             | "La Diosa Inanna" o "El Ciervo"                              | Piscis NORESTE y Andrómeda |
| 18. | MUL(LU2.)ḪUĜ(.GA2) - 𒀯𒇽𒂠𒂷                       | agru                         | "El Granjero"                                                | Aries                      |

La "Cola" y la "Gran Golondrina" (ítems 15 y 16 anteriores) también se han leído como una constelación única, la "Cola de la Golondrina" (Piscis). Esta es la fuente de la incertidumbre sobre el número de constelaciones - 17 o 18 - en el "zodiaco" babilónico. Todas las constelaciones de la Edad del Hierro de 12 signos zodiaco están presentes entre ellas, la mayoría de ellas con nombres que las identifican claramente, mientras que algunas llegaron a la astronomía griega con nombres alterados; así "El Surco" se convirtió en Virgo, "Pabilsag" en Sagitario, "El Grandioso" en Acuario, "Cola de Golondrina" en Piscis, y el "Granjero" fue reinterpretado como Aries.
Virgo, y su estrella principal Espiga, tienen precedentes babilónicos. El MUL.APIN asocia Absin "El Surco" con la diosa sumeria Shala, y en los hitos de piedra limítrofes de la época de los Casitas Shala se representa convencionalmente como sosteniendo una medida de grano. Con respecto a Sagitario, Pabilsag es un dios sumerio relativamente desconocido, posteriormente identificado con Ninurta. Otro nombre para la constelación fue Nebu, "El Soldado".
Acuario, "El Aguador" representa Ea (un dios de agua), apodado "El Grandioso" en MUL.APIN. Contenía el solsticio de invierno en la Edad del Bronce temprana. En la astronomía griega, se le representó simplemente como un jarrón desde el cual se vierte una corriente de agua a Piscis Austrinus. El nombre en el Yiotisha también es kumbha "jarra de agua", lo que muestra que el zodiaco llegó a la India a través de intermediarios griegos.
La definición actual de Pisces es la más joven de las constelaciones zodiacales. La "Golondrina" de la astronomía babilónica incluía el pez occidental, pero era más grande, ya que incluía también partes de Pegaso. El cuadrado de Pegaso fue la constelación del "Campo", que se muestra en el Zodiaco de Dendera entre los dos peces. El pez del norte y parte de Andrómeda representaban a la diosa Anunitum, la "Dama del Cielo". Fuentes babilónicas tardías mencionan también DU.NU.NU "El Sedal". No está claro cómo "El Granjero" de MUL.APIN se convirtió en Aries "El Carnero" de la tradición griega, posiblemente por asociación con el dios pastor Tammuz.
En algún lugar alrededor del siglo V a. C., los textos astronómicos de Babilonia comenzaron a describir las posiciones del Sol, la Luna y los planetas en términos de 12 signos igualmente espaciados, cada uno asociado con una constelación zodiacal, cada uno dividido en 30 grados (uš). Este zodiaco normalizado se asocia a las estrellas y totaliza 360 grados.